# Anne-Balthazar Suchet
Anne-Balthazar Suchet, francoski general, * 1880, † 1949.